# Prophyscus latiscapus
Prophyscus latiscapus är en stekelart som först beskrevs av Girault 1929.  Prophyscus latiscapus ingår i släktet Prophyscus och familjen växtlussteklar. Inga underarter finns listade i Catalogue of Life.